# Holaluru, Shimoga
Holaluru là một làng thuộc tehsil Shimoga, huyện Shimoga, bang Karnataka, Ấn Độ.